# Conjunt W-Arly Pendjari
El Conjunt W-Arly Pendjari, també anomenat Reserva Transfronterera de la biosfera de W-Arly-Pendjari, és un grup d'àrees protegides en el cinturó de sabana d'Àfrica Occidental que componen un mosaic continu de nou àrees, el Complex W o Regió W, al nord-est, compartit per Níger, Benín i Burkina Faso, el Parc Nacional de Pendjari i el Parc Nacional d'Arli, al sud-oest, a més a més de les zones de caça de Koakrana i Kourtiagou, a Burkina Faso, i Konkombri i Mékrou, a Benín. En total, la part central cobreix uns 17.150 km², una sèrie d'ecosistemes sudanosahelians en bon estat. L'afegit de fins a setze reserves parcials i zones de caça ampliaria el conjunt a 32.250 km².
El Conjunt W, el forma el Parc Nacional de la W de Níger de Níger (2.200 km²), que enclou un meandre del Níger amb forma de "W", que li dona el nom popular, i l'ampliació realitzada al 1996 que inclou el Parc Nacional W de Benín (5.020 km²) i el Parc Nacional W de Burkina Faso (2.350 km²).
L'1 de juliol del 2017, el Conjunt W-Arly-Pendjari fou declarat Patrimoni de la Humanitat per la Unesco. Aquesta zona comprén 14.948,31 km², amb 12 zones protegides que se superposen: els parcs W de Burkina Faso, Benín i Níger, els parcs d'Arli i Pendjari, les zones de caça d'Atakora i Ouamou, la reserva parcial de fauna de Kourtiagoui i d'Arli, la reserva de fauna de Madjoari i les zones de cacera de Latakora i Djona.
El Parc Nacional d'Arli, de 760 km², a la província de Tapoa, s'estén des del sistema aquàtic del riu Pendjari fins a les muntanyes de gres de Gobnangou.
El Parc Nacional de Pendjari, de 2.755 km², més cap al sud i més humit, ressegueix el curs del riu homònim, afluent del Volta, i té un enorme bosc de galeria i escarpes amb una gran varietat de vegetació entre la sabana sudanesa i la de Norguina.
El conjunt engloba una gran zona aquàtica entre la conca del Níger, al Conjunt W, i la conca del Volta, als parcs d'Arly i Pendjari a través del riu Oti. Amb una alternança d'èpoques seques i plujoses conté molts tipus de vegetació: prades, males herbes, sabanes arbrades, boscos oberts, boscos de galeria i de ribera, a més a més d'aiguamolls i el bosc caduc de Bondjagou, a Pendjari.
El conjunt té la població d'elefants més gran d'Àfrica Occidental i llocs Ramsar. El 27 de juny del 1990, 235.000 hectàrees del parc corresponents a Burkina Faso foren declarades lloc Ramsar (núm. 492).
Els 10.000 km² del parc original, declarat el 4 d'agost del 1954 estaven pràcticament deshabitats. Ara tot el conjunt està sobrepoblat i amenaçat per la ramaderia, una vegada se n'ha eliminat el problema de la malària.

## Fauna i flora

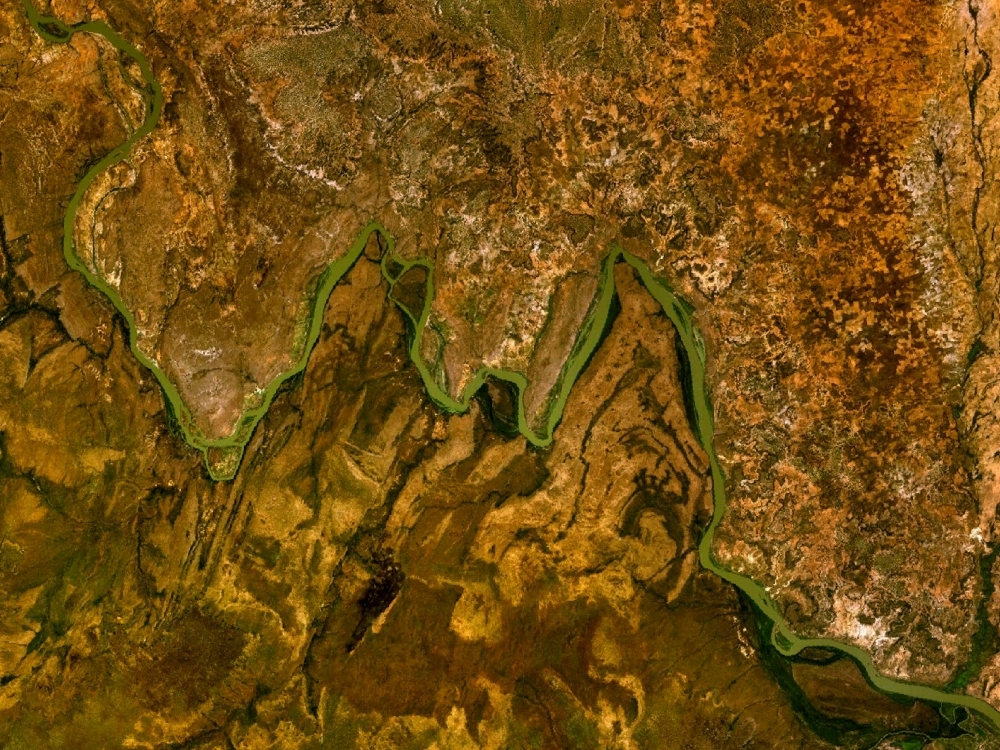
Meandres del Níger que donen al Parc Nacional W el seu nom

El parc és famós pels seus grans mamífers, com ara porc formiguer, papió anubis, búfal, caracal, guepard, elefant, hipopòtam, lleopard, lleó, serval i facoquer. És un refugi per a la darrera població de girafes, i hàbitat d'alguns dels darrers elefants salvatges de l'Àfrica occidental.
Als aiguamolls (llacunes i zones d'inundació, entre aquestes el riu Níger), hi ha hipopòtams, manatís, cocodrils, antílops jeroglífics, búfals, elefants, i més d'un centenar d'espècies de peixos. Als boscos de galeria es troben rèptils com el varà del Nil, pitons, etc.
Les àrees de boscos secs són la llar de la fauna silvestre, en especial dels ungulats com els Cephalophus, hippotragus, damaliscus, etc., als quals proporcionen aliment i refugi.
Les sabanes cobertes de matolls, que són sobretot els sòls poc fèrtils de l'altiplà, acullen antílops, elefants, girafes, lycaon i guepards.
El parc també alberga grans poblacions d'ocells, en concret de nombroses aus migratòries. Més de 350 espècies d'ocells s'hi han identificat. I hi ha molts ocells aquàtics a les marjals.
Cal esmentar una particularitat botànica de la regió W del Níger: la presència d'importants poblacions de baobabs (Adansonia digitata). Es troben sobretot a prop de les ruïnes dels antics llogarets fortificats, i això podria significar-ne un origen antròpic.
El parc, en la part nigeriana, conté el límit meridional de l'altiplà de sabana atigrada de Níger.
Amb el mateix nom es consideren a voltes 16 reserves, algunes de parcials i zones de caça que hi donen un total de 32.250 km² entre els tres estats, dels quals 17.150 km² són un mosaic continu de 9 àrees si als parcs se sumen les zones de caça de Koakrana i Kourtiagou, a Burkina Faso, i Konkombri i Mékrou, a Benín.

## Situació actual i problemes

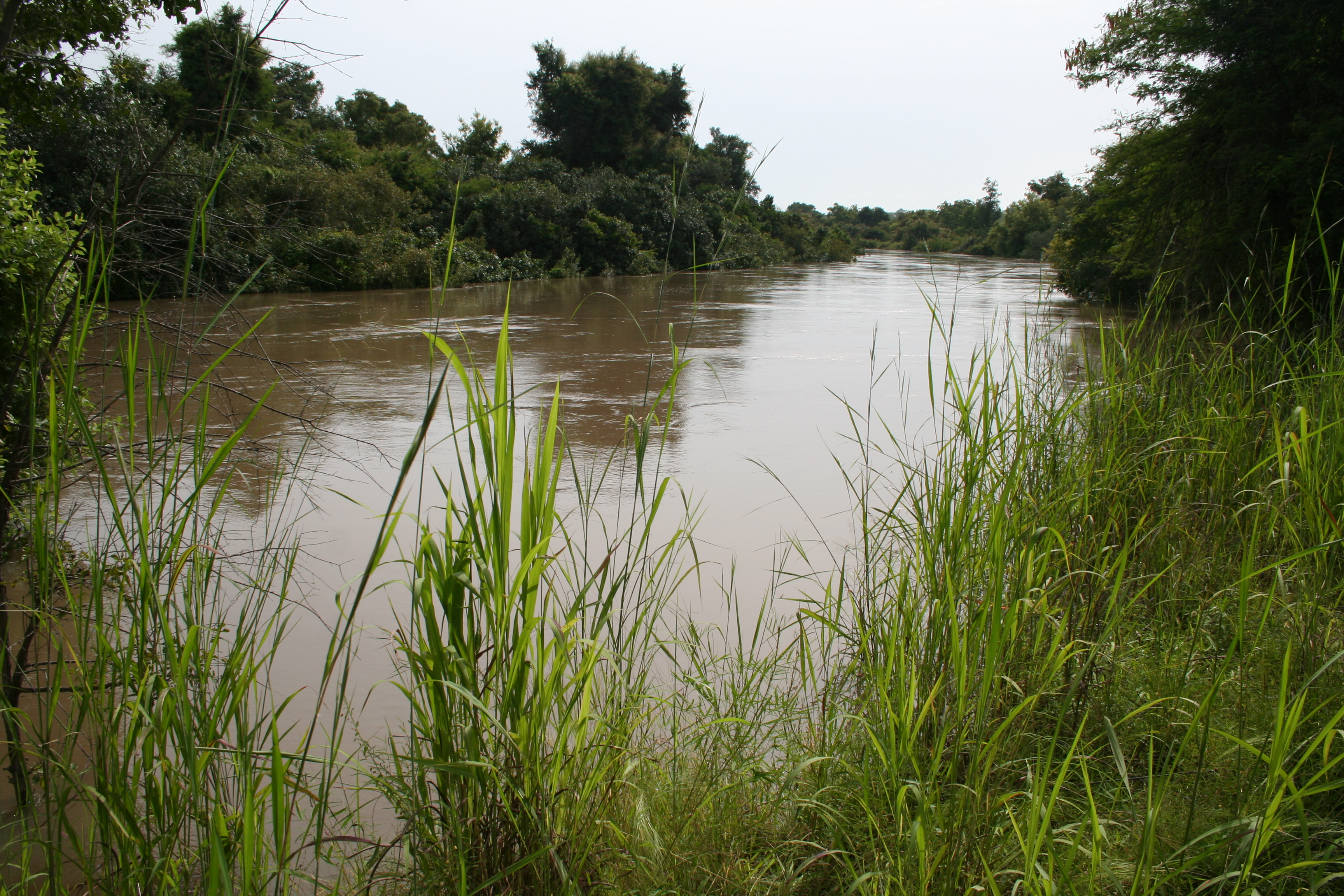
El riu Mekrou al seu pas pel parc

L'avaluació efectuada per la CENAGREF de Benín és prou preocupant. Posa en relleu la «flagrant manca d'efectivitat» de la gestió de la vida silvestre i del parc per falta de capacitació del personal, manca de motivació i d'organització i inadequació dels mitjans materials.
Segons CENAGREF, la cacera il·legal hi està molt estesa i continua delmant les poblacions de grans mamífers. La transhumància duu any rere any milers de caps de bestiar al parc i és responsable de múltiples degradacions. A més a més, la creixent necessitat de terra per a la producció agrícola (especialment per al cotó) ha dut la població local a cultivar dins del parc. Aquestes persones no obtenen beneficis del parc o de les zones de cacera, i tenen mala relació amb els guardaboscos. La diversitat de grups ètnics autòctons complica l'aplicació de mesures participatives (pel perill de conflictes ètnics).
Igualment, la degradació de la coberta vegetal, tot i que no pas irreversible, és alarmant.